# Big Five Aspektskala
Die Big Five Aspektskala ist ein Persönlichkeitstest, auf der Grundlage des Big-Five Persönlichkeitsmodells. Sie differenziert die Big-Five Eigenschaften in jeweils zwei statistisch hergeleitete Teilaspekte. Die Aspektskala ist öffentliches Eigentum.

## Die Haupteigenschaften und ihre Teilaspekte
- Extraversion, zusammengesetzt aus Enthusiasmus und Durchsetzungsvermögen (Selbstbehauptung)
- Neurotizismus, zusammengesetzt aus Rückzug und Volatilität
- Verträglichkeit (Umgänglichkeit) zusammengesetzt aus Höflichkeit und Mitgefühl (Mitleid)
- Gewissenhaftigkeit, zusammengesetzt aus Fleiß und Ordentlichkeit
- Offenheit für Erfahrungen, zusammengesetzt aus Intellekt und Offenheit.